# Villa Orozco
Villa Orozco és una obra noucentista de Castellterçol (Moianès) inclosa a l'Inventari del Patrimoni Arquitectònic de Catalunya.

## Descripció
Villa Orozco es troba al nucli antic de Castellterçol. És una casa aïllada de la tipologia ciutat-jardí. La coberta és composta i sobresurt una torre mirador. Hi ha un cos central i diversos cossos laterals de reduïdes dimensions. Les obertures són rectangulars excepte les de la torre que són d'arc de mig punt.